# Raymond Duval
Raymond Duval é filósofo, psicólogo de formação e professor emérito da Université du Littoral Côte d'Opale em Dunquerque, França. Duval investiga a aprendizagem matemática e o papel dos registros de representação semiótica para a apreensão do conhecimento matemático.
É responsável pelo desenvolvimento da Teoria dos registros de representação semiótica e importantes estudos em psicologia cognitiva desenvolvidos no Instituto de Pesquisa em Educação Matemática (IREM) de Estrasburgo, França entre os anos de 1970 a 1995. 
A primeira apresentação sistematizada de sua teoria aconteceu em sua obra Sémiosis et pensée humaine: Registres sémiotiques et apprentissages intellectuels já com tradução  em língua portuguesa.

## Um pouco mais de sua teoria
- COLOMBO, J., FLORES, C. e MORETTI, M. Registros de representação semiótica nas pesquisas brasileiras em Educação Matemática: pontuando tendências. Zetetiké, 16(29), p. 41-72, 2008.
- DAMM, R. F. Registros de Representação. In: MACHADO, S. D. A. et al. Educação Matemática: uma (nova) introdução. São Paulo: EDUC, 2010, p.167-188, ISBN 978-85-283-0373-5.